# 13624 Abeosamu
13624 Abeosamu este un asteroid din centura principală de asteroizi.

## Descriere
13624 Abeosamu este un asteroid din centura principală de asteroizi. A fost descoperit pe 17 octombrie 1995 la Nanyo de Tomimaru Okuni. Asteroidul prezintă o orbită caracterizată de o semiaxă mare de 2,25 ua, o excentricitate de 0,10 și o înclinație de 3,6° în raport cu ecliptica.